# 맨 인 블랙: 인터내셔널
《맨 인 블랙: 인터내셔널》(영어: Men in Black International)은 2019년 개봉한 미국의 SF 액션 코미디 영화이다. F. 게리 그레이가 감독을, 아트 마컴과 맷 홀러웨이가 각본을 맡았다. 영화 《맨 인 블랙》 시리즈의 스핀오프 작품이며, 로웰 커닝햄의 동명 만화책이 영화의 원작이다.

## 줄거리
1996년 브루클린에서 몰리 라이트(Molly Wright)는 자신의 집에서 외계인을 목격한 부모가 멘 인 블랙 요원들에게 신경 조작을 당하는 것을 본다. 몰리는 외계인이 탈출하는 것을 돕고, 자신은 신경 조작을 피한다. 23년 후, 외계 생명체에 대한 "망상" 때문에 정부 기관에서 거부당한 몰리는 외계인 착륙을 추적하여 MIB 요원들을 뉴욕 본부까지 따라간다. 몰리는 기관에 침입하다 붙잡히지만, 신경 조작을 피했음을 밝히고, MIB를 찾으려는 자신의 집착이 이 일에 "완벽"하며, MIB를 찾는 것 외에는 삶이 없다고 주장하며 요원 O에게 깊은 인상을 남긴다. 그녀는 "요원 M"으로서 수습 요원 자격을 얻고, 기관의 런던 지부에 배정된다.
그곳에서 M은 런던 지부장인 하이 T와 요원 H를 만난다. M은 2016년 에펠탑에서 H와 T가 하이브(Hive)의 침략을 막아냈다는 사실을 알게 된다. 하이브는 지구로의 원래 이주에 포함된 웜홀을 사용하여 정복된 종의 DNA와 융합함으로써 행성을 침략하는 기생 종족이다. H는 그 이후로 자신의 임무에 무관심해졌으며, 하이 T가 그를 감싸준 덕분에 겨우 직업을 유지하고 있다. M은 자신이 H의 절친한 친구인 외계 왕족 벙거스 더 어글리와의 만남을 돕도록 배정되도록 조치한다.
벙거스와의 밤 외출 중, 그들은 순수 에너지로 변신할 수 있는 신비한 외계인 쌍둥이에게 습격당한다. 쌍둥이는 벙거스에게 치명적인 부상을 입히고, 벙거스는 죽기 전에 M에게 이상한 크리스탈을 주면서, H가 마지막으로 만났을 때부터 변했고 신뢰할 수 없다고 말한다. M은 벙거스의 위치를 아는 사람이 거의 없었고, 하이 T가 H를 경호하도록 배정했을 때 현장에 있던 요원 중 한 명에게 배신당했을 가능성이 높다고 지적한다. MIB 내부에 배신자가 있을 가능성에 불안해진 하이 T는 요원 C와 M에게 조사를 맡기고, H는 내근직으로 강등된다. 증거는 쌍둥이가 하이브의 DNA 흔적을 가지고 있음을 시사한다.
H는 M을 설득하여 마라케시로 향하는 단서를 따라가게 한다. 그곳에서 그들은 쌍둥이에게 공격당한 작은 외계인 그룹의 마지막 생존자인 "포니"를 찾는다. 포니는 M에게 충성을 맹세하고, 그들은 C가 조율한 MIB 요원들에게 붙잡힌다. C는 벙거스가 M에게 크리스탈을 넘겨주는 영상 푸티지를 회수했고, M이 배신자라고 믿는다. 외계인 접촉자인 나스르와 바삼의 도움으로 H는 로켓 추진 오토바이를 타고 M과 포니와 함께 탈출하고, 그들은 벙거스의 크리스탈이 압축된 청색거성으로 동력을 얻는 무기라는 것을 알게 된다. 손상된 오토바이를 수리하는 동안, 바삼은 무기를 훔쳐 H의 전 여자친구이자 외계인 무기상인 리자 스타브로스에게 가져간다. 리자의 섬 요새로 이동한 세 사람은 기지에 침투하려 하지만, 리자와 그녀의 경호원인 루카 브라시에게 붙잡힌다. 어렸을 때 M이 구해준 외계인인 루카는 리자를 붙잡아두는 동안 그들이 무기를 가지고 떠나도록 허락함으로써 보답한다. 세 사람은 쌍둥이에게 궁지에 몰리지만, 하이 T와 요원들에게 살해당한다.
사건은 종결된 것처럼 보이지만, H와 M은 증거를 검토하고 쌍둥이의 말들이 하이브에 대항하기 위해 무기가 필요했음을 시사한다는 것을 깨닫는다. 특히 하이브 DNA의 유일한 증거가 하이 T에 의해 제공되었기 때문이다. 그들은 하이 T가 사건 파일을 삭제하고 무기를 증거물로 보내지 않았으며, 무기를 가지고 에펠탑으로 갔다는 것을 발견한다. C 또한 하이 T의 속임수를 깨닫고 H와 M이 하이 T를 에펠탑으로 따라가도록 허락한다. 재개된 웜홀로 이동하는 동안, M이 하이브 패배에 대한 H의 기억을 질문하자 H가 신경 조작을 당했으며, 하이브가 전투 중에 T를 자신들 중 하나로 변환시켰다는 것이 밝혀진다. 하이 T/하이브 혼종은 하이브를 지구로 끌어들이기 위해 웜홀을 활성화하지만, H는 M이 포니의 도움으로 무기를 최대한으로 사용하여 혼종과 지구에 도달하려는 하이브 침입을 모두 파괴할 수 있을 만큼 하이 T의 본래 인격을 오래 끌어낸다.
T의 변환 진실이 드러나면서, 요원 O는 파리에서 H와 M에게 합류하고, M에게 정식 요원 자격을 부여하고 H를 MIB 런던 지부의 수습 지부장으로 임명한다.

## 출연진
- 크리스 헴스워스 - 요원 H 역
- 테사 톰프슨 - 요원 M 역
- 리암 니슨 - MIB 영국 지부장 역
- 엠마 톰슨 - 요원 O 역, MIB 미국 지부장
- 쿠마일 난지아니 - 파니 역
- 레이프 스폴 - 요원 C역
- 레베카 페르구손 - 리자 역
- 팀 블래니 - 프랭크 역 (목소리)
- 스티븐 와이트 - 에단 역
- 사타이 가르왈

## 캐릭터 디자인
캐릭터 디자인은 MPC가 참여했다.

## 그래픽 노블
그래픽노블 맨인블랙은 에어셀 코믹스(Aircel Comics)에서 출판한 만화로 작가 로웰 커닝햄에 의해 1990년도에 처믐 발매되었다. 출판권은 마블 코믹스가 갖고있지만 콘텐츠 저작권은 아이콘코믹스처럼 작가가 소유하고 있는 것으로 알려져있다.

## 시리즈
- 맨 인 블랙
- 맨 인 블랙 2
- 맨 인 블랙 3

## 같이 보기
- 맨 인 블랙